# Ni putes ni soumises
Ne doit pas être confondu avec Ni juge, ni soumise.
Ni putes ni soumises ou Le mouvement ni putes ni soumises (NPNS) est une association française fondée le 14 avril 2003 par Fadela Amara, visant à promouvoir les droits des femmes, en particulier celles vivant dans les quartiers populaires.
L'organisation se distingue par son engagement ferme contre les violences faites aux femmes, le sexisme, le machisme, et l'inégalité des genres. Elle milite pour une société où les femmes ne sont ni réduites à l'état de soumission ni objectivées.

## Histoire et chronologie de l'association
Du 1er février au 8 mars 2003 naît la « Marche des femmes des quartiers pour l'égalité et contre les ghettos » (marche mixte). Les six « marcheuses » permanentes sont au départ Safia Lebdi, Loubna Méliane, Olivier Bassuet, Christelle Raspolini, Ingrid Renaudin, et Farid Belmouloud. Les marcheuses multiplieront les réunions, rencontres et discussions sur les oppressions, le sexisme, les violences morales et physiques.
Dans son action, le collectif Ni putes ni soumises met notamment deux cas en évidence. Le premier cas est celui de Samira Bellil, marraine du mouvement, qui, dans son livre Dans l'enfer des tournantes, raconte sa vie en tant que fille soumise à la loi des cités, violée collectivement à plusieurs reprises, la première fois à l'âge de 13 ans. Effrayée à l'idée de dénoncer ses tortionnaires, elle a dû accepter d'être considérée comme un objet sexuel, aliénée et évitée par sa famille et certains de ses amis. Le deuxième cas est celui d'une jeune fille de 17 ans, Sohane Benziane, brûlée vive à Vitry-sur-Seine par Jamal Derrar, un rival de son ex-petit ami âgé de 19 ans,,. 
Ces deux cas extrêmes et spectaculaires servent de symboles aux membres de Ni putes ni soumises lors de leur marche à travers la France à partir du 1er février 2003, qui les porte dans 23 villes pour aboutir à une manifestation à Paris le 8 mars 2003 rassemblant 30 000 personnes.
Le 14 avril 2003, après les succès de l'appel et de la marche, le mouvement Ni putes ni soumises se constitue en association loi de 1901, afin d'entreprendre des actions concrètes. C'est un mouvement mixte, populaire et féministe. Fadela Amara, la fondatrice, devient alors présidente du mouvement,.
En 2005 débute la coopération avec une association qui, elle aussi, mène une action au Maroc : le Comité de soutien scolaire aux jeunes filles en milieu rural.
En 2006, la Maison de la mixité est inaugurée en présence du président de la République Jacques Chirac, de sa fille Claude, du maire de Paris Bertrand Delanoë, de Simone Veil et de François Hollande,. Ce pôle d'activité et d'accueil se situe dans le 20e arrondissement de Paris.
Le 19 juin 2007, Fadela Amara est nommée secrétaire d'État chargée de la politique de la ville dans le gouvernement de François Fillon, et démissionne de son poste de présidente de NPNS. L’association étant politiquement neutre, cette nomination n'est pas acceptée par tous ses membres.
En juin 2007, le conseil national élit Sihem Habchi, auparavant vice-présidente, au poste de présidente du mouvement, et Bouchera Azzouz secrétaire générale en novembre 2007. Le congrès de novembre 2008 confirme par la suite Sihem Habchi en tant que présidente. Celle-ci démissionne en novembre 2011, à la suite d'un mouvement de grève remettant en question sa gestion de l’association. Asma Guénifi, auparavant secrétaire générale du mouvement, est élue présidente par l’ensemble des membres de l’association au congrès de décembre 2011.
En décembre 2014, Linda Fali est élue présidente de l'association lors du congrès national. Elle reprend l'association et débute un travail de réorganisation compte tenu des baisses drastiques de subventions ayant entraîné la non-reconduction des contrats salariés.
En juillet 2015, 150 réfugiés investissent les locaux dans l'espoir d'obtenir des hébergements d'urgence de la part de la mairie de Paris. L'équipe en place a géré cette situation d'urgence en respectant ses principes mais en étant impuissante, se promettant de travailler sur le sujet de la migration massive. Les réfugiés quittent les locaux au bout de 48 h, et trouvent refuge dans un collège désaffecté du 19e arrondissement.
En septembre 2016, le mandat de la présidente arrivant à son terme, Linda Fali démissionne. En octobre, une nouvelle équipe arrive, avec Stéphanie Rameau en tant que présidente, consciente des difficultés du mouvement. Quinze jours après l'élection, l'association est expulsée de ses locaux historiques. Elle trouve refuge chez SOS Racisme puis à la région Île-de-France.
Depuis le 20 mai 2017, les nouveaux locaux sont situés au 80 rue de Paris à Montreuil. La plateforme d'accueil des victimes et les interventions scolaires continue son activité.
Dans l'entre-deux-tours de l'élection présidentielle de 2017 qui oppose Marine Le Pen à Emmanuel Macron, Ni putes ni soumises appelle à voter contre la candidate du Front national. Même si l'association est non partisane, elle sort de sa réserve à cette occasion pour faire barrage aux idées qu'elle considère comme étant d'extrême droite, contraires à ses valeurs.
En 2019, l'association, après avoir été expulsée de ses locaux de Montreuil dont elle ne payait plus le loyer, suit une centaine de femmes par mois et regrette le manque de soutien du gouvernement,.
En 2020, l'association semble être entrée en sommeil.[pertinence contestée]

## Présidence
La présidente Stéphanie Rameau est engagée dans le mouvement depuis 2005, rattachée au comité du Nord (Maison des associations de Tourcoing). Ancienne vice-présidente, elle est élue présidente lors de l'assemblée générale du 29 octobre 2016, succédant à Linda Fali.
En 2010, l'équipe Ni putes ni soumises Tourcoing et environs (dont faisait partie Stéphanie Rameau) gagne le prix des Plus du bénévolat de la Maison des associations de Tourcoing.
Elle est entourée d'un bureau et d'un conseil d'administration dont la devise est « collégialité dans les prises de décision et transparence dans la gestion ».

## Objectifs
Le mouvement Ni putes ni soumises a pour mission principale de lutter contre toutes formes de violences faites aux femmes. Qu'il s'agisse de violences physiques, morales, sexuelles ou physiologiques, commises dans le couple, la famille, par une connaissance ou un inconnu[pas clair],.
Les maîtres mots de l'association sont : « laïcité », « mixité » et « égalité ». Ainsi, l'association lutte essentiellement contre les atteintes aux droits des femmes qui sont des libertés fondamentales : liberté de disposer de son corps, liberté de mouvement, de penser, d’étudier. Et contre des phénomènes de groupe : les intégrismes, le communautarisme, l'obscurantisme et le relativisme culturel dès lors que le droit à la différence se matérialise par des différences d'accès aux droits.

## Actions

### Plateforme d'accueil
À la naissance du mouvement est créée la plateforme d'accueil des femmes victimes de violences. Cette structure, composée d'une juriste, d'un assistant social et d'un psychologue a pour but de recevoir les appels des femmes en difficulté, de les accueillir en urgence, de les conseiller, les aider et les orienter. Plusieurs centaines de femmes sont accompagnées chaque année.
Cette structure est composée de professionnels bénévoles tels que des avocats, des éducatrices spécialisées, des assistantes sociales, des psychologues, mais aussi des militants formés à l'accompagnement des victimes. Elle reçoit les victimes physiquement, téléphoniquement et numériquement, tous les jours. Depuis août 2017, un accueil de jour est mis en place pour les femmes et leurs enfants en précarité.
En 2017, un projet de maraude vers les femmes en grande précarité va voir le jour, en partenariat avec le SAMU social de Paris.

### Les interventions
Au quotidien, des militants se déplacent dans les établissements scolaires, les centres pénitentiaires, les festivals de la France entière afin de sensibiliser les plus jeunes à la mixité, à l’égalité, au respect ou encore à la laïcité, grâce à son pôle Maison de la Mixité. Afin d’approfondir ces interventions, la Maison de la mixité met en place un parcours citoyen qui, dès la maternelle, propose un éveil aux valeurs de la République sous forme de petites histoires, jusqu'à proposer aux 16-25 ans un accompagnement dans la création de junior association ou d'actions ponctuelles. Elle crée régulièrement de nouveaux outils pour s'adapter aux nouvelles thématiques, comme le cyberharcèlement, le harcèlement de rue, et les dangers des nouvelles formes de communication.
En 2017, l'association crée un pôle spécifique pour répondre aux nombreuses sollicitations des étudiants français et étrangers effectuant des travaux scolaires (TPE, mémoires, thèses).

### Journée du respect
Dans le cadre de son action « Éducation au respect », le comité du Nord du mouvement a lancé en octobre 2009 la Journée du Respect. Il s’agit d’un concours artistique destiné aux jeunes de 3 à 25 ans. Les participants sont amenés à s’exprimer sur le respect en privilégiant la question de la mixité et du vivre ensemble. Pour s’exprimer ils peuvent avoir recours à plusieurs formes d’art : écriture (poème, slam, chanson, texte…) ; vidéo (fiction, documentaire, micro-trottoir…) ; graphisme (dessin, peinture, photographie…) ; scène (théâtre, sketch, musique, danse…).
En 2012, l'idée est reprise au niveau national.

### Le projet «VIES»: Valorisation, Insertion, Estime de Soi
Le projet vise à donner aux femmes la possibilité de retrouver de la confiance en elles-mêmes pour effectuer toutes les démarches essentielles à la réalisation de leurs projets de vie, tout en bénéficiant d’un véritable suivi. NPNS propose à chacune des femmes un accompagnement et un soutien médical, administratif, professionnel, et de nombreux loisirs, vers les structures appropriées avec lesquelles l'association a fait de nombreux partenariats.

### Les Rendez-vous de Ni putes ni soumises
Chaque 20 du mois, l'association organise un apéro-débat sur des thèmes faisant écho à l'actualité du moment. L'inscription est obligatoire et gratuite.
Le 1er mardi de chaque mois, à 20h, les militants et les sympathisants peuvent participer à une table ronde sur l'actualité du mois passé. Chacun est libre de s'exprimer et le débat est bienvenu. L'inscription est obligatoire et gratuite.

### Journée internationale de lutte pour les droits des femmes
Chaque année, à l'occasion de la journée internationale de lutte pour les droits des femmes, le 8 mars, à cette date, l'association organise des événements autour du thème de la condition des femmes : expositions, tables rondes, rencontres d’associations partenaires françaises ou étrangères.

### Campagne Ruban blanc
Cette campagne internationale est essentielle aux valeurs de l'association. Elle a lieu du 25 novembre au 6 décembre de chaque année avec le slogan « contre ceux qui portent les coups, portons le ruban ». Elle organise des distributions de rubans blancs et des flyers sensibilisant à la prévention et aux numéros d'urgence, et les envoie également à un grand nombre d'entreprises. Elle propose à ces dernières un module de sensibilisation intitulé « Quand les violences conjugales s'invitent dans l'entreprise » sous forme d'intervention durant 2 heures.
En 2012, NPNS a réalisé un happening choc qui avait pour but de rappeler qu’en 2011, 122 femmes sont mortes sous les coups de leur compagnon.
Pour ses dix ans, l'association a mis en place « Unlock a woman ». Cette action permet de libérer des femmes victimes de violences grâce à un code QR placé sur des cadenas accrochés au célèbre pont des Arts à Paris, traditionnellement le pont des amoureux. En scannant le code avec leur smartphone, les passants accèdent à un site diffusant des témoignages de femmes battues. Pour les libérer symboliquement, il suffit de faire un don. Le passant reçoit alors la combinaison du cadenas.
Le slogan « Contre ceux qui portent les coups, portons le ruban » est lancé en 2015.

### Campagnes d'affichage
Le mouvement Ni putes ni soumises lance ponctuellement des campagnes d'affichage nationales condamnant la violence conjugale (« Ce qui tue, c'est l'indifférence », « Je t'aime, je t’abîme ») et l'égalité des sexes (« Quand une petite fille grandit, elle devient une femme, pas une pute »), en partenariat avec l'agence de publicité BETC.   

## Financement et nombre d'adhérents
L'association Ni putes ni soumises ne communique plus son nombre d'adhérents depuis la dissolution de nombreux comités en 2007 mais la cour des comptes l'estime en 2006 à près de mille membres. En 2017, le nombre d'adhérents  internationaux est estimé à 4 000.
L'association est expulsée de ses locaux parisiens pour impayés le 15 novembre 2016 après une procédure en référé lancée par leur bailleur Paris Habitat devant le tribunal d'instance.
En 2017, elle retrouve une sérénité budgétaire grâce à la rigueur de gestion mise en place à la suite des baisses drastiques de subventions.

## Processus de médiatisation du mouvement

### Ressources et affiliations stratégiques
L’effervescence du mouvement Ni putes ni soumises s’explique par un bassin de ressources solide et varié. D’abord, il était essentiel, ne serait-ce qu’en terme de crédibilité, que ses membres fondateurs aient des compétences acquises dans les domaines des relations publiques et du fonctionnement organisationnel des mouvements sociaux. Grand nombre d’entre eux « étaient insérés dans le réseau associatif de SOS Racisme, [qui fit par ailleurs office de point d’ancrage du mouvement], ce qui leur a permis d’acquérir de l’expérience vis-à-vis des médias et des politiques ».
Fadela Amara, instigatrice de l’association, dirigeait initialement, en plus d’endosser le rôle de conseillère de sa municipalité pour le Parti socialiste, la Fédération nationale des Maisons des Potes, responsabilité qui lui valut de rapidement se familiariser « aux stratégies médiatiques à [mettre de l’avant] pour publiciser une cause ». Leur structure reposant sur l’expertise de « professionnels salariés » a largement facilité les processus de « mobilisation collective »et de médiatisation. En ce sens, des tâches de gestion des relations journalistiques furent attribuées à certains militants : La journaliste d’origine Fanny Avery et le militant Franck Chaumont furent respectivement nommés conseillère presse et communication et attaché de presse. Ensuite, la construction d’un réseau d’alliés était primordiale dans le renforcement des messages véhiculés.
C’est dans cette optique qu’Amara a collaboré avec la journaliste pour Le Monde Sylvie Zappi pour la rédaction du livre Ni putes ni soumiseset a invité à plusieurs reprises la rédactrice en chef du magazine ELLE Valérie Toranian à « animer ou participer aux débats télévisés relatant le féminisme ». De plus, la sollicitation de l’appui par des experts en sciences sociales et la proximité avec Nicolas Sarkozy, qui s’est publiquement positionné en leur faveur devant plus 6 millions de téléspectateurs lors de l’émission 100 minutes pour convaincre, sont deux éléments qui ont grandement servi à bonifier l’image de leur cause. Enfin, la « fréquentation régulière de l’ensemble des cabinets des ministres français » leur a permis d’obtenir des subventions gouvernementales pour soutenir leur démarche médiatique.

### Procédés communicationnels
Le discours produit par les militants et perpétués par les sympathisants s’est essentiellement basé sur deux des trois procédés de rhétorique, soient l’ethos, qui renvoie à l’image créée par le choix judicieux des mots, de l’intonation, etc. dans la construction du message, et le pathos, qui signifie la transmission et le partage d’émotions. D’une part, les membres de l’association usent d’une « terminologie identitaire », constituée de mots tels que « fille d’immigrés » ou encore « femmes de cité » dans l’élaboration des enjeux sociaux qu’ils dénoncent, ce qui permet d’aisément identifier les acteurs concernés et ce à quoi on les reconnait. Ils se réapproprient à leur image des « thématiques récurrentes émanant du corpus médiatisé » comme « le déchirement du tissu social » en juxtaposant des faits vécus à leur concepts-clés. Un cadrage judicieux, accentué par les médias, qui dirige presque exclusivement les projecteurs sur les femmes non-blanches. Ainsi, « 89 % du temps, les militantes citées ou retenues en entrevue entre janvier 2002 et mars 2003 étaient d’origine maghrébine ». La création d’une « rhétorique militante et politique » par l’emprunt d’expressions connues qui ont marqué l’Histoire du peuple français permet d’établir un contact facile avec le public qui se sent interpellé par leur lutte : Les Universités sont des rassemblements annuels où les militants font le point sur la cause et se mettent à la page. Les États Généraux symbolisent l’urgence de la collectivité de se réunir pour faire face, le cas échéant, à l’adversité. Le Livre Blanc se rapporte au Manifeste des femmes de quartier. On présente aussi la société française en la subdivisant en deux mondes : le monde civilisé des centres urbains et le monde archaïque des banlieues. Au fil du temps, la nécessité de rejoindre une plus grande proportion de la population pour accroître la popularité du mouvement a conduit les militants à élargir leur combat en formulant des discours plus inclusifs qui invitent tous et chacun à prendre part au bien collectif. D’autre part, l’usage d’objets tels qu’un briquet et un bidon d’essence pour remémorer la mort de Sohane, élément déclencheur de Ni putes ni soumises, complémente le discours en stimulant chez l’auditoire autant la vue que l’ouïe. La recherche de la compassion à l’égard des victimes souffrantes à travers la diffusion répétitive de témoignages déchirants et l’intrusion dans l’intimité de femmes affligées, voilà une stratégie centrale qui ne laisse pas le public indifférent.

## Impact politique
Des représentantes de Ni putes ni soumises ont été reçues par le Premier ministre français Jean-Pierre Raffarin après leur Marche. Leur message a été également incorporé aux célébrations officielles du 14 juillet 2003 à Paris, quand quatorze affiches géantes, chacune d'une femme habillée comme Marianne, le symbole de la République française, ont été accrochées sur les colonnes du Palais Bourbon, le siège de l'Assemblée nationale.
Les cinq propositions suivantes ont été acceptées par le gouvernement français : 
1. la publication d'un guide éducatif du respect à distribuer dans les projets et les écoles ;
2. la fondation de maisons sûres loin des cités pour des jeunes filles et des femmes dans la détresse immédiate, où elles peuvent vivre en sécurité et retrouver leur anonymat ;
3. la création de six emplacements pilotes où des femmes pourront être en mesure de faire entendre leur voix ;
4. l'organisation de conférences de formation permettant aux femmes de développer leurs aptitudes particulières ;
5. dispositions spéciales prises dans les commissariats de police pour les jeunes filles et les femmes ayant été victimes de violences.

En 2012, l'association publie les « Dix-sept revendications des femmes des quartiers » dont quelques-unes ont été mises en place par le gouvernement Ayrault :
- Création d’un guichet unique national pour lutter contre les violences faites aux femmes.
- L’application réelle et sur tout le territoire français de l’ordonnance de protection de juillet 2010.
- Création d’appartements-relais pour les femmes victimes de violences. Permettre aux associations des droits des femmes de siéger dans les commissions d’attribution de logements sociaux.
- Mise en place d’une allocation par la CAF dès le dépôt de plainte pour les femmes victimes de violences.
- Abrogation du certificat de coutume.
- Étendre la loi cadre au niveau français et européen
- Contraception gratuite et anonyme pour les mineurs dans tous les établissements scolaires français.
- Interdire les fermetures de centres d’IVG et garantir un accès à toutes, en particulier en direction des filles de quartiers populaires
- Donner les moyens aux associations et aux établissements scolaires d’appliquer les  circulaires des 17 février 2003 et 30 novembre 2006 relatives à « l’éducation à la sexualité  dans les écoles, collèges et lycées »
- Imposer l’enseignement de la laïcité dans les écoles publiques et privées.
- Formation du personnel des ambassades françaises sur le thème « des mariages forcés »
- Instauration d’une « Semaine nationale de l’Éducation au Respect » en partenariat avec le Ministère de l’Éducation nationale.
- Création d’un ministère des droits de la Femme et de l’égalité.
- Création des crèches avec amplitudes horaires adaptés.
- Appliquer le principe de laïcité dans le sport.
- Création d’un Observatoire national sur l’égalité homme/femme dans les quartiers populaires.
- Abrogation de la loi du 26 Brumaire an IX de la République qui interdit le port du pantalon pour une femme.

## Impact international
Le mouvement Ni putes ni soumises compte aujourd'hui des comités dans le monde (Belgique, France, Suède, Suisse...). Le Guide du respect, diffusé en France à 200 000 exemplaires, et qui aborde les questions de traditions qui enferment, de sexualité et de violences, a été adapté pour la Belgique francophone.
Une antenne traduite littéralement « La Baghiya La Khaniaâ » n'a pu être ouverte au Maroc en raison de la réticence des autorités locales.

## Critiques dont l'association fait l'objet
Le nom de l'association, « Ni putes ni soumises », n’a pas fait l’unanimité auprès des prostituées, lesquelles se sont empressées de contacter Fadela et d’autres membres pour « protester contre [le] slogan qu’elles ont jugé stigmatisant à leur égard ». Néanmoins, quelques autres ont tenu à apporter leur soutien aux militants, ne voyant pas d’objection à ce nom.
Au printemps 2003, l’association Ni machos ni proxos, un mouvement en réaction à Ni putes ni soumises, se mobilise pour les dénoncer, soutenant qu’ils mènent une campagne de salissage injustifiée et sans modération des garçons de banlieues et que ce sont de ces faussetés que naît ladite stigmatisation subie par la gent masculine banlieusarde. En effet, certains avancent que le cadrage de leur discours, repris de manière acharnée par les médias, incite à faire du jeune maghrébin de banlieues la figure ennemie ciblée par le combat, consolidant de ce fait le sexisme identitaire. Les rapports sociaux de genre, mal articulés, auraient ainsi donné lieu à un « retournement du stigmate » et à une « ethnicisation du sexisme », c’est-à-dire que la caractéristique de sexiste serait spécifiquement attribuable aux garçons issus de l’immigration.
Lors de l'université d'automne du mouvement en 2007, plusieurs comités locaux annoncent leur départ du mouvement ou leur dissolution dénonçant le manque d'indépendance politique de l'association et le manque de démocratie interne, à la suite notamment de l'entrée de Fadela Amara dans le gouvernement François Fillon. Safia Lebdi, l'une des fondatrices du mouvement, quittera elle aussi l'association pour ces mêmes raisons.
En décembre 2009, Bouchera Azzouz démissionne de son poste de secrétaire général et quitte le mouvement, déclarant que « beaucoup parmi nous se plaignent du comportement de la présidente, qui outrepasse ses pouvoirs ».
À la suite d'une grève des salariés pour dénoncer la gestion de Sihem Habchi, celle-ci est contrainte de quitter ses fonctions le 19 novembre 2011, et l'association élit une nouvelle présidente en décembre 2011 en la personne d’Asma Guenifi. Par ailleurs, une nouvelle équipe vient renforcer l’association en 2012.
Le journaliste Alain Gresh estime que le montant des subventions touchées par Ni putes ni soumises est disproportionné par rapport au faible nombre d'adhérents de l'association.
Michèle Vianès, marraine de Ni putes ni soumises et fondatrice de l'un de ses comités locaux, est une militante laïque et féministe universaliste. Ni putes ni soumises affirme qu’elle considère la laïcité comme le ciment de la société, une condition essentielle au vivre ensemble et protectrice de la liberté de culte.
Le mouvement Ni putes ni soumises aura également inspiré quelques rappeurs français, perçus comme des modèles par les jeunes de quartier, qui en font mention dans leurs paroles. Le titre Comme une étoile de Booba, qui use d’insultes vulgaires à l’endroit des militantes, réaffirme la fierté identitaire du banlieusard et l’insoumission au gouvernement de Sarkozy. La chanson Fadela de Sniper méprise la volonté de vouloir s’émanciper de la banlieue, considérant que cela revient à renier ses origines et relève de l’ingratitude vis-à-vis de sa terre d’accueil. Rohff, dans L’Expression du malaise, relate le sourire jaune de Fadela Amara, signifiant sa compréhension des circonstances. Le rappeur Youssoupha dépeint Fadela Amara comme une opportuniste qui s’est servie d’une mort tragique pour propulser sa carrière dans L’enfer c’est les autres.

## Télévision
En 2008, le premier gala de Ni putes ni soumises, Rire au Féminin, est diffusé sur France 4, réunissant de nombreuses comiques femmes. L'émission a été regardée par 510 000 personnes soit 4 % de part de marché lors de sa première diffusion.